# Michael Sweet
Michael Harrison Sweet (4 juli 1963) is een christelijke rockartiest uit de Verenigde Staten. Hij is de zanger van Stryper en daarnaast heeft hij zijn eigen soloproject.

## Geschiedenis
In het begin van de jaren 80 werd de band Stryper opgericht door Michael Sweet en zijn broer Robert Sweet. Na jaren Stryper vertrok Michael Sweet uit de band Stryper. Michael Sweet begon met zijn eigen soloproject. In 2000 kwam Stryper weer bij elkaar.
In 2008 werd bekend dat Michael Sweet als een van de twee nieuwe vocalisten van de groep Boston (band) gaat optreden.

## Discografie
Alle albums en singles die hieronder vermeld staan zijn van zijn soloproject.

### Albums
- 1994 : Michael Sweet.
- 1995 : Real.
- 1998 : Truth Demo.
- 1999 : Unstryped.
- 2001 : Truth.
- 2006 : Him.
- 2007 : Touched.

### Singles
- 2000 : O Holy Night.
- 2003 : Miles Away / Strong.